# Yamu
Yamu (chinesisch 亚木乡, Pinyin Yàmù Xiāng) ist eine Gemeinde im Kreis Ngamring der bezirksfreien Stadt Xigazê im Autonomen Gebiet Tibet der Volksrepublik China. Der Gemeindecode ist 542327203, die Bevölkerung beläuft sich auf 6.313 Personen (Stand: Zensus 2010) bei einer Gemeindefläche von 965,1 km².
Der Gemeinde unterstehen die zwanzig Dörfer Quekangpu, Zhirong, Geilongpu, Geilongduo, Naisha, Zhuntang, Longma, Qinda, Pixi, Shada, Jiangren, Kangsha, Xuru, Tingse, Langzi, Qiepu, Zhezong, Shibu, Jie und Yamu.